# Howard Shore
Howard Leslie Shore (ur. 18 października 1946 w Toronto) – kanadyjski kompozytor muzyki filmowej i dyrygent. Zdobywca trzech Oscarów.

## Kariera
Studiował muzykę w Berklee College of Music w Bostonie. W latach 1975–1980 był dyrektorem muzycznym pierwszych pięciu serii programu Saturday Night Live telewizji NBC.
Shore jest autorem muzyki do ponad 50 filmów, z których najbardziej znane są Władca Pierścieni, Hobbit, Filadelfia, Siedem, Klient, Ed Wood, Pani Doubtfire, Milczenie owiec, Gra, Gangi Nowego Jorku i Aviator.

## Odznaczenia
- 2016 – Oficer Orderu Kanady[2]

## Nagrody
Pierwszego Oscara zdobył w 2002 roku za muzykę do pierwszej z części trylogii Władca Pierścieni – Drużyny Pierścienia. Kolejne dwie Nagrody Akademii w 2004 roku za muzykę i piosenkę do trzeciej części sagi – Powrotu króla. Zdobył trzy Złote Globy. Był wielokrotnie nagradzany i nominowany do Saturnów.

## Filmografia
Kompozytor
- 1977: Wściekłość
- 1978: I Miss You, Hugs and Kisses
- 1979: Potomstwo
- 1981: Scanners
- 1983: Wideodrom
- 1984: Nothing Lasts Forever
- 1985: Po godzinach
- 1986: Mucha
- 1986: Ogień z ogniem
- 1987: Heaven
- 1987: Nadine
- 1988: Przeprowadzka
- 1988: Nierozłączni
- 1988: Duży
- 1989: Niewinny człowiek
- 1989: Diablica
- 1989: Znaki życia
- 1990: The Local Stigmatic
- 1990: Cytrynowe Trio
- 1990: Made in Milan
- 1990: Łatwy szmal
- 1991: Milczenie owiec
- 1991: Nagi lunch
- 1991: Pocałunek przed śmiercią
- 1992: Preludium miłości
- 1992: Sublokatorka
- 1993: Sliver
- 1993: Adwokat diabła
- 1993: Pani Doubtfire
- 1993: Filadelfia
- 1993: M. Butterfly
- 1994: Naiwniak
- 1994: Ed Wood
- 1994: Klient
- 1995: Brzemię białego człowieka
- 1995: Siedem
- 1995: Księżyc i Valentino
- 1996: Wczoraj i dziś
- 1996: Striptiz
- 1996: Sposób na Szekspira
- 1996: Szaleństwa młodości

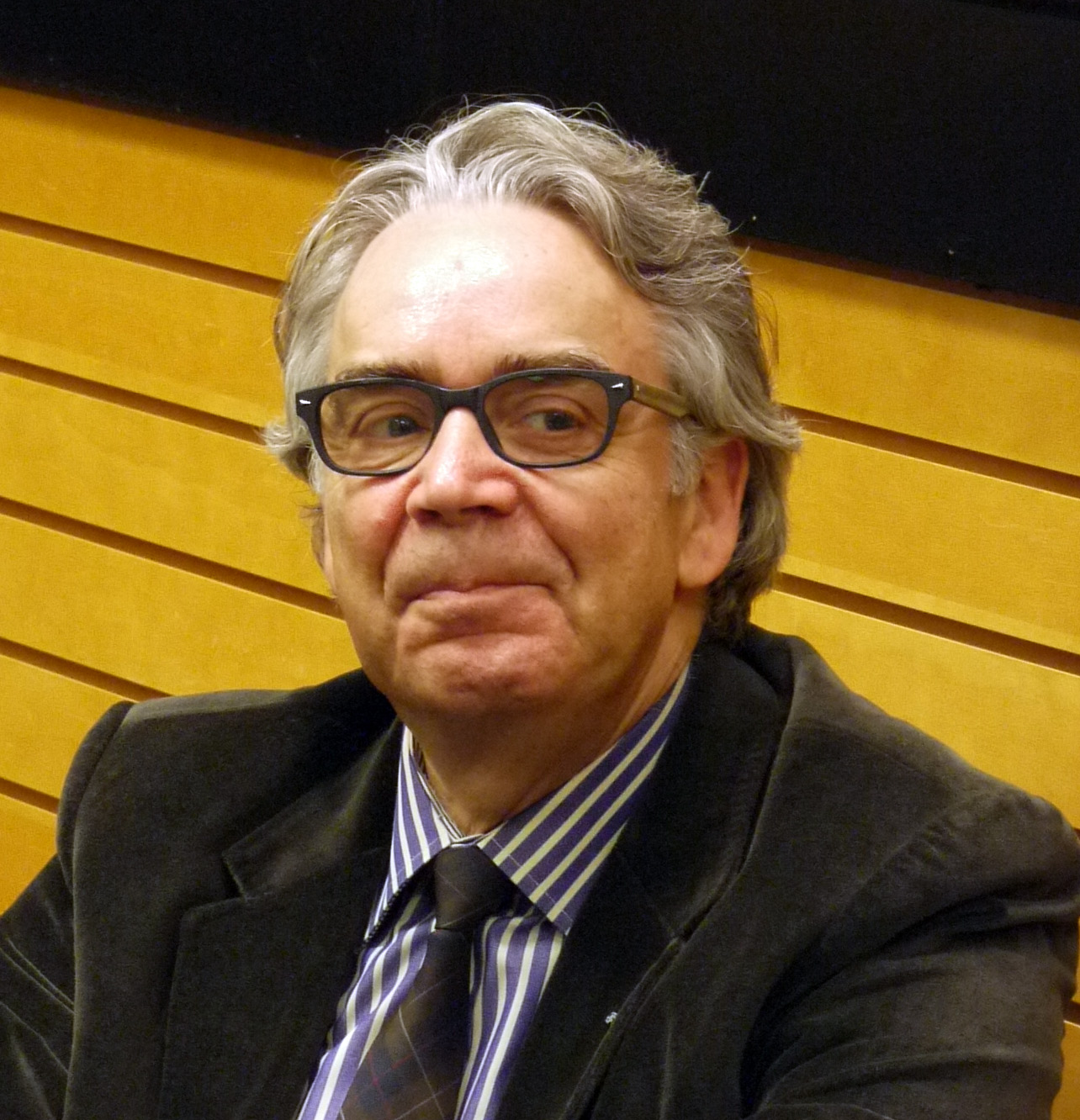
Howard Shore (2010)

- 1996: Crash: Niebezpieczne pożądanie
- 1996: Jak pies z kotem
- 1997: Cop Land
- 1997: Gra
- 1998: Ostatnia noc
- 1999: Dogma
- 1999: Gloria
- 1999: Depresja gangstera
- 1999: eXistenZ
- 2000: Esther Kahn
- 2000: Przeboje i podboje
- 2000: Cela
- 2000: Ślepy tor
- 2000: Kamera
- 2001: Rozgrywka
- 2001: Władca Pierścieni: Drużyna Pierścienia
- 2002: Pająk
- 2002: Azyl
- 2002: Władca Pierścieni: Dwie wieże
- 2002: Gangi Nowego Jorku
- 2003: Władca Pierścieni: Powrót króla
- 2004: Aviator
- 2004: Filming for Your Life: Making 'After Hours'
- 2005: Historia przemocy
- 2006: Infiltracja
- 2006: Magia uczuć
- 2007: Untitled Theodore Roosevelt Project
- 2007: Wschodnie obietnice
- 2010: Saga „Zmierzch”: Zaćmienie
- 2012: Hobbit: Niezwykła podróż
- 2013: Hobbit: Pustkowie Smauga
- 2014: Hobbit: Bitwa Pięciu Armii
- 2014: Mapy gwiazd
- 2015: Spotlight

Aktor
- 1980: Gilda Live
- 2000: Niewymawialny jako Lucio Crisco

Zdjęcia
- 1997: Ścigany inaczej

## Nagrody i nominacje

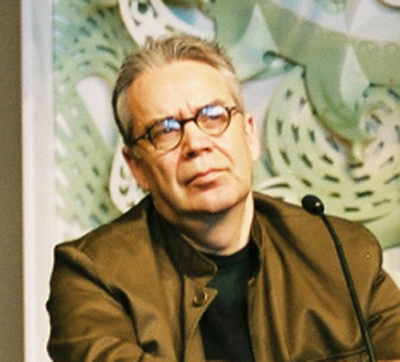
Howard Shore (2003)

### Oscar
- 2002: Władca Pierścieni: Drużyna pierścienia – najlepsza muzyka (wygrana)[3]
- 2004: Władca Pierścieni: Powrót króla – najlepsza piosenka (wygrana)[4]
- 2004: Władca Pierścieni: Powrót króla – najlepsza muzyka (wygrana)[4]

### BAFTA
- 1992: Milczenie owiec – najlepsza muzyka (nominacja)[7]
- 2002: Władca Pierścieni: Drużyna Pierścienia – najlepsza muzyka (nominacja)[8]
- 2003: Gangi Nowego Jorku – najlepsza muzyka (nominacja)[9]
- 2005: Aviator – najlepsza muzyka (nominacja)[10]
- 2012: Hugo i jego wynalazek – najlepsza muzyka (nominacja)[11]

### Złoty Glob
- 2002: Władca Pierścieni: Drużyna pierścienia – najlepsza muzyka (nominacja)[12]
- 2004: Władca Pierścieni: Powrót króla – najlepsza piosenka (wygrana)[13]
- 2004: Władca Pierścieni: Powrót króla – najlepsza muzyka (wygrana)[13]
- 2005: Aviator – najlepsza muzyka (wygrana)[14]

### Grammy
- 1996: Ed Wood – kompozycja instrumentalna (nominacja)[15]
- 2003: Władca pierścieni: Drużyna pierścienia – najlepsza muzyka (Best Score Soundtrack Album) (wygrana)[16]
- 2004: Władca Pierścieni: Dwie wieże – najlepsza muzyka (wygrana)[17]

### Saturn
Najlepsza muzyka
- 1992: Milczenie owiec (nominacja)[18]
- 1995: Ed Wood (wygrana)[15]
- 1996: Siedem (nominacja)[19]
- 2002: Władca Pierścieni: Drużyna pierścienia (nominacja)[16]
- 2003: Władca Pierścieni: Dwie wieże (nominacja)[17]
- 2004: Władca Pierścieni: Powrót króla (wygrana)[20]